# The Walking Dead: Invasão
The Walking Dead: Invasão (no original, em inglês: Robert Kirkman's The Walking Dead: Invasion) é um romance de terror pós-apocalíptico escrito por Jay Bonansinga e lançado em 6 de outubro de 2015. O romance é um spin-off da série de quadrinhos The Walking Dead e continua a explorar a história de uma das personagens mais infames da série, Lilly Caul. Invasion é o segundo livro de uma segunda série de romances de quatro partes.

## Enredo
Do destroçado Woodbury, na Geórgia, emergem dois grupos opostos de sobreviventes - cada um em rota de colisão com o outro. Subterraneamente, no labirinto de túneis antigos e galerias de minas, Lilly Caul e sua equipe de idosos, desajustados e crianças lutam para construir uma nova vida. No entanto, Caul deseja retomar sua cidade, Woodbury, dos mortos-vivos, e agora o único obstáculo em seu caminho vagueia pelas regiões remotas da Geórgia. Nas regiões remotas, o psicótico Reverendo Jeremiah Garlitz reconstitui seu exército de seguidores com uma arma secreta. Ele pretende destruir Lilly e sua equipe - as pessoas que derrotaram seu culto eclesiástico - e ele tem os meios para trazer o inferno aos habitantes dos túneis.
O confronto entre essas duas facções libera uma arma impensável - forjada a partir das hordas de mortos-vivos, aperfeiçoada por um louco e embebida no sangue dos fracos.